# Thapsia platycarpa
Thapsia platycarpa är en flockblommig växtart som beskrevs av Auguste Nicolas Pomel. Thapsia platycarpa ingår i släktet Thapsia och familjen flockblommiga växter. Inga underarter finns listade i Catalogue of Life.